# 東京ディズニーランド・ガイド
東京ディズニーランド・ガイド（とうきょうディズニーランド・ガイド、Tokyo Disneyland Guide）とは、2006年9月3日まで東京ディズニーランド内で無料で配布されていたガイドブック。本稿ではパーク内で無料配布されている「トゥデイ」」と「ガイドマップ」についても取り扱う。

## 概要
東京ディズニーランドの各入場ゲートに設置されており、誰でも手に入れることができた。
ガイドブックは定期的に新しくなり、基本的にはイベントごとや月ごとに新しいガイドブックに変わる。ガイドブックの表紙にはそのガイドブックの使用期間が記されている。
2006年9月3日をもってこのガイドブックの配布は終了し、その翌日である9月4日から東京ディズニーランドのマップとアトラクションやショップなどの施設が記載されている「東京ディズニーランド・ガイドマップ」と、エンターテイメントやおすすめ商品・メニューが記載されている「東京ディズニーランド・トゥデイ」の2つに分かれた。なお、「東京ディズニーランド・トゥデイ」は2001年まで（「東京ディズニーランド・ガイド」が登場するまで）にも（現在のものとは多少形式が異なるものの）配布されており、約5年ぶりの復活となった。
新型コロナウイルス感染症の影響により、2020年7月1日以降の配布を取りやめている。

## 2006年9月3日まで
東京ディズニーランドの施設の案内やスペシャルイベント情報、パークの案内などが載っている。
細かい内容は毎ガイドブックごとに異なるが、基本的には以下の通り。
- 表紙

スペシャルイベント開催時のガイドブックは、スペシャルイベントの風景とその衣装を着たディズニーキャラクターが表紙に載る。表紙の上部にある「Tokyo Disneyland Guide」というロゴの背景はイベントごとにデザインが変わることがある。また、2003年のガイドブックから表紙のどこかに隠れミッキーが描かれるようになった。
- 見開き

スペシャルイベントの大まかな概要と目次のほか、ディズニー・ファストパスやシングルライダー、アトラクション休止情報などが載っている。
- パークガイド（1～8ページ）

ガイドブックの1～8ページまでは東京ディズニーランドのサービス施設の案内や、各テーマランドのアトラクション、レストラン、ショップの大まかな紹介がされている。
- ゲストサービス（9～10ページ）

東京ディズニーランド内にあるサービス施設やそのサービス内容についての詳細が書かれている。
- エンターテイメントスケジュール&マップ（11～12ページ）

東京ディズニーランドで実施されるエンターテイメントのスケジュールが載っている。記載されているスケジュールはガイドブックの使用期間のみのスケジュール。
- 今月のパークお楽しみ特集（13～14ページ）

東京ディズニーランドで開催されているスペシャルイベントの詳細が記載されたページ。スペシャルイベントのイメージ写真やスペシャルグッズの代表的なものの紹介、スペシャルイベントの開始時刻などが記載している。
- ショッピング・インフォメーション（15～18ページ）

東京ディズニーランドで開催されているスペシャルイベントのグッズやその時に実施されているキャンペーン、スーベニアメダル、お助け商品（表面的には取り扱っていないがキャストに申し出ると出してくれる商品のこと。電池やストッキングなどがある。）などの紹介。
- レストラン・インフォメーション（19～22ページ）

スペシャルイベントのスペシャルメニューやレストランのメニューの一部の紹介など。また、ポップコーンワゴンのマップとどのワゴンでどんなバケットでどんな味を売っているかなどのポップコーンガイドもこのページに記載している。
- 東京ディズニーリゾート・インフォメーション（23～26ページ）

東京ディズニーシーで開催されているスペシャルイベントや東京ディズニーランドのニュース、両パークで今後開催されるスペシャルイベントの概要などが紹介されているほか、東京ディズニーリゾート・バケーションパッケージや年間パスポート、マルチデーパスポートなどの紹介、東京ディズニーランドや東京ディズニーシーの開閉園時間などが分かるカレンダーなどが記載されている。また、裏表紙が広告やキャンペーンの紹介だった場合、東京ディズニーリゾートの問い合わせ先の一覧もこのページで紹介される。最後のページには「東京ディズニーランドからのお願い」として様々な諸注意が記されている。
また、裏表紙は通常は東京ディズニーリゾートのロゴと、東京ディズニーリゾートの問い合わせ一覧が記されているが、たまに東京ディズニーランドオフィシャルスポンサーの広告や東京ディズニーランドで実施されているキャンペーンの広告などになる時がある。
東京ディズニーランドでキャンペーンが行われる際や、直前に変更され、ガイドブックに記載できなかった情報などがあった場合はガイドブックにキャンペーン内容や変更事項が記された一枚の紙を挟むようになっている。